# Éliminatoires du Championnat d'Europe masculin de handball 2014
Les éliminatoires du championnat d'Europe masculin de handball 2014 se déroulent en deux phases, entre octobre 2012 et juin 2013. Seule l'équipe du Danemark est automatiquement qualifiée pour le Championnat d'Europe masculin de handball 2014 car elle est à la fois pays organisateur et championne d'Europe en titre.
Les principales équipes éliminées sont l'Allemagne, troisième du groupe 2 et la Slovénie, troisième du groupe 6.

## Chapeaux et tirages au sort
Le tirage au sort du tour de qualification a eu lieu le 27 mars 2012 au siège de l'EHF à Vienne en Autriche. Le Danemark en tant que pays hôte et champion en titre est directement qualifié. 39 équipes sont inscrites pour participer. 38 équipes en compétition pour 15 places au tournoi final en 2 phases distinctes de qualification. Dans chaque phase, les équipes sont réparties en plusieurs pots en fonction de leurs positions dans le classement de l'EHF.

## Phase 1

### Répartition du tirage de la phase 1
Cette phase 1 sera jouée dans quatre pays, quatre tournois à Nicosie à Chypre, Bari en Italie, Rishon LeZion en Israël et Mersin en Turquie. La meilleure équipe de chaque groupe, ainsi que les deux meilleures équipes classées deuxième sont qualifiées pour la phase suivante.
| Chapeau 1                      | Chapeau 2                     | Chapeau 3                        | Chapeau 4                                |
| ------------------------------ | ----------------------------- | -------------------------------- | ---------------------------------------- |
| Ukraine Grèce Roumanie Estonie | Suisse Israël Lituanie Chypre | Finlande Turquie Belgique Italie | Luxembourg Grande-Bretagne Irlande Malte |

### Phase de qualification

#### Groupe 1
|   | Équipe     | Pts | J | G | N | P | Bp | Bc | Diff | Dép |
| - | ---------- | --- | - | - | - | - | -- | -- | ---- | --- |
| 1 | Ukraine    | 6   | 3 | 3 | 0 | 0 | 94 | 70 | 24   | /   |
| 2 | Finlande   | 2   | 3 | 1 | 0 | 2 | 73 | 69 | 4    | +10 |
| 3 | Luxembourg | 2   | 3 | 1 | 0 | 2 | 70 | 77 | -7   | -4  |
| 4 | Chypre     | 2   | 3 | 1 | 0 | 2 | 63 | 84 | -21  | -6  |

#### Groupe 2
|   | Équipe          | Pts | J | G | N | P | Bp | Bc  | Diff |
| - | --------------- | --- | - | - | - | - | -- | --- | ---- |
| 1 | Suisse          | 5   | 3 | 2 | 1 | 0 | 84 | 64  | 20   |
| 2 | Italie          | 4   | 3 | 1 | 2 | 0 | 81 | 78  | 3    |
| 3 | Grèce           | 3   | 3 | 1 | 1 | 1 | 88 | 86  | 2    |
| 4 | Grande-Bretagne | 0   | 3 | 0 | 0 | 3 | 77 | 102 | -25  |

#### Groupe 3
|   | Équipe   | Pts | J | G | N | P | Bp  | Bc  | Diff |
| - | -------- | --- | - | - | - | - | --- | --- | ---- |
| 1 | Roumanie | 6   | 3 | 3 | 0 | 0 | 100 | 55  | 45   |
| 2 | Israël   | 4   | 3 | 2 | 0 | 1 | 105 | 64  | 41   |
| 3 | Belgique | 2   | 3 | 1 | 0 | 2 | 87  | 77  | 10   |
| 4 | Irlande  | 0   | 3 | 0 | 0 | 3 | 32  | 128 | -96  |

#### Groupe 4
|   | Équipe   | Pts | J | G | N | P | Bp  | Bc  | Diff |
| - | -------- | --- | - | - | - | - | --- | --- | ---- |
| 1 | Turquie  | 5   | 3 | 2 | 1 | 0 | 96  | 72  | 24   |
| 2 | Lettonie | 4   | 3 | 1 | 2 | 0 | 83  | 57  | 26   |
| 3 | Estonie  | 3   | 3 | 1 | 1 | 1 | 118 | 85  | 33   |
| 4 | Malte    | 0   | 3 | 0 | 0 | 3 | 46  | 129 | -83  |

## Phase 2

### Répartition du tirage de la phase 2
| Chapeau 1                                               | Chapeau 2                                                      | Chapeau 3                                                          | Chapeau 4                                                          |
| ------------------------------------------------------- | -------------------------------------------------------------- | ------------------------------------------------------------------ | ------------------------------------------------------------------ |
| France Croatie Pologne Allemagne Espagne Islande Serbie | Norvège Suède Hongrie Rép. tchèque Slovénie Autriche Macédoine | Russie Slovaquie Monténégro Biélorussie Pays-Bas Portugal Lituanie | Ukraine Roumanie Bosnie-Herzégovine Suisse Turquie Lettonie Israël |

### Phase de qualification
Les matchs se dérouleront en 3 séries de 2 matchs en novembre 2012, avril et juin 2013. Les deux premiers de chaque groupe ainsi que le meilleur troisième seront qualifiés pour la phase finale qui se déroulera au Danemark. Le meilleur troisième est détermminé en ne prenant en considération que les résultats contre les deux premiers du groupe.

#### Groupe 1
|   | Équipe    | Pts | J | G | N | P | Bp  | Bc  | Diff |
| - | --------- | --- | - | - | - | - | --- | --- | ---- |
| 1 | Espagne   | 12  | 6 | 6 | 0 | 0 | 179 | 115 | 64   |
| 2 | Macédoine | 6   | 6 | 3 | 0 | 3 | 142 | 150 | -8   |
| 3 | Portugal  | 5   | 6 | 2 | 1 | 3 | 147 | 166 | -19  |
| 4 | Suisse    | 1   | 6 | 0 | 1 | 5 | 135 | 172 | -37  |

#### Groupe 2
|   | Équipe       | Pts | J | G | N | P | Bp  | Bc  | Diff |
| - | ------------ | --- | - | - | - | - | --- | --- | ---- |
| 1 | Rép. tchèque | 8   | 6 | 4 | 0 | 2 | 156 | 144 | 12   |
| 2 | Monténégro   | 8   | 6 | 4 | 0 | 2 | 160 | 160 | 0    |
| 3 | Allemagne    | 6   | 6 | 3 | 0 | 3 | 170 | 151 | 19   |
| 4 | Israël       | 2   | 6 | 1 | 0 | 5 | 148 | 179 | -31  |

#### Groupe 3
|   | Équipe   | Pts | J | G | N | P | Bp  | Bc  | Diff |
| - | -------- | --- | - | - | - | - | --- | --- | ---- |
| 1 | France   | 12  | 6 | 6 | 0 | 0 | 177 | 134 | 43   |
| 2 | Norvège  | 8   | 6 | 4 | 0 | 2 | 185 | 154 | 31   |
| 3 | Lituanie | 2   | 6 | 1 | 0 | 5 | 145 | 164 | -19  |
| 4 | Turquie  | 2   | 6 | 1 | 0 | 5 | 136 | 191 | -55  |

| 31 octobre 2012 19h10 | Norvège              | 41 – 23 | Turquie          | Stjørdalshallen, Stjørdal Affluence : 2 788 Arbitrage : Lorente, Serradilla |
| 31 octobre 2012 19h10 | Kristian Bjørnsen 10 | (18–12) | Tügberk Catkin 5 | Stjørdalshallen, Stjørdal Affluence : 2 788 Arbitrage : Lorente, Serradilla |
| 31 octobre 2012 19h10 | ×3 ×2                | Rapport | ×3 ×5            | Stjørdalshallen, Stjørdal Affluence : 2 788 Arbitrage : Lorente, Serradilla |

| 1er novembre 2012 19h00 | France           | 27 – 18 | Lituanie                | Kindarena, Rouen Affluence : 5 400 Arbitrage : Hakansson, Nilsson |
| 1er novembre 2012 19h00 | Guillaume Joli 5 | (14–11) | Malašinskas, Strazdas 3 | Kindarena, Rouen Affluence : 5 400 Arbitrage : Hakansson, Nilsson |
| 1er novembre 2012 19h00 | ×2               | Rapport | ×3                      | Kindarena, Rouen Affluence : 5 400 Arbitrage : Hakansson, Nilsson |

| 4 novembre 2012 16h15 | Lituanie          | 21 – 28 | Norvège           | Kauno sporto halė, Kaunas Affluence : 2 143 Arbitrage : Baranowski, Lemanowicz |
| 4 novembre 2012 16h15 | Vaidotas Grosas 6 | (8–15)  | Joakim Hykkerud 6 | Kauno sporto halė, Kaunas Affluence : 2 143 Arbitrage : Baranowski, Lemanowicz |
| 4 novembre 2012 16h15 | ×3 ×7             | Rapport | ×3 ×5             | Kauno sporto halė, Kaunas Affluence : 2 143 Arbitrage : Baranowski, Lemanowicz |

| 4 novembre 2012 19h00 | Turquie         | 20 – 33 | France           | Edip Buran Sport Hall, Mersin Affluence : 1 000 Arbitrage : Kiyashko, Kiselev |
| 4 novembre 2012 19h00 | Ömer Arifoğlu 5 | (7–17)  | Guillaume Joli 6 | Edip Buran Sport Hall, Mersin Affluence : 1 000 Arbitrage : Kiyashko, Kiselev |
| 4 novembre 2012 19h00 | ×3 ×5           | Rapport | ×2 ×3            | Edip Buran Sport Hall, Mersin Affluence : 1 000 Arbitrage : Kiyashko, Kiselev |

| 3 avril 2013 18h00 | Turquie         | 27 – 26 | Lituanie        | THF Sport Hall, Çankaya, Ankara Affluence : 500 Arbitrage : Jurinović, Mrvica |
| 3 avril 2013 18h00 | Ramazan Döne 11 | (12–11) | Tomas Eitutis 8 | THF Sport Hall, Çankaya, Ankara Affluence : 500 Arbitrage : Jurinović, Mrvica |
| 3 avril 2013 18h00 | ×2 ×4 ×1        | Rapport | ×3              | THF Sport Hall, Çankaya, Ankara Affluence : 500 Arbitrage : Jurinović, Mrvica |

| 3 avril 2013 1910 | Norvège         | 22 – 29 | France      | Stavanger Idrettshall, Stavanger Affluence : 6 000 Arbitrage : Horáček, Novotný |
| 3 avril 2013 1910 | Bjarte Myrhol 8 | (12–12) | Luc Abalo 6 | Stavanger Idrettshall, Stavanger Affluence : 6 000 Arbitrage : Horáček, Novotný |
| 3 avril 2013 1910 | ×3 ×1           | Rapport | ×3 ×2       | Stavanger Idrettshall, Stavanger Affluence : 6 000 Arbitrage : Horáček, Novotný |

| 6 avril 2013 18h30 | France                 | 32 – 28 | Norvège            | Palais des sports Jean-Weille, Nancy Affluence : 5 500 Arbitrage : López, Ramírez |
| 6 avril 2013 18h30 | Karabatic, K. Nyokas 7 | (17–12) | Espen Lie Hansen 6 | Palais des sports Jean-Weille, Nancy Affluence : 5 500 Arbitrage : López, Ramírez |
| 6 avril 2013 18h30 | ×1 ×2                  | Rapport | ×3                 | Palais des sports Jean-Weille, Nancy Affluence : 5 500 Arbitrage : López, Ramírez |

| 7 avril 2013 16h15 | Lituanie          | 28 – 23 | Turquie         | Siemens Arena, Vilnius Affluence : 2 000 Arbitrage : Vešović, Mitrović |
| 7 avril 2013 16h15 | Čepulis, Grosas 4 | (17–13) | Ramazan Döne 10 | Siemens Arena, Vilnius Affluence : 2 000 Arbitrage : Vešović, Mitrović |
| 7 avril 2013 16h15 | ×3 ×4             | Rapport | ×3 ×5           | Siemens Arena, Vilnius Affluence : 2 000 Arbitrage : Vešović, Mitrović |

| 12 juin 2013 18h45 | Lituanie              | 23 – 25 | France             | Siemens Arena, Vilnius Affluence : 2 000 Arbitrage : Wyss, Zowa |
| 12 juin 2013 18h45 | Aidenas Malašinskas 6 | (13–14) | Karabatic, Abalo 5 | Siemens Arena, Vilnius Affluence : 2 000 Arbitrage : Wyss, Zowa |
| 12 juin 2013 18h45 | ×2 ×4                 | Rapport | ×2 ×5              | Siemens Arena, Vilnius Affluence : 2 000 Arbitrage : Wyss, Zowa |

| 12 juin 2013 19h00 | Turquie           | 20 – 32 | Norvège           | Serinevler Sports Hall, Adana Affluence : 2 800 Arbitrage : Dinu, Din |
| 12 juin 2013 19h00 | Çelebi, Özbahar 5 | (13–13) | Hansen, Tvedten 5 | Serinevler Sports Hall, Adana Affluence : 2 800 Arbitrage : Dinu, Din |
| 12 juin 2013 19h00 | ×3 ×6             | Rapport | ×3 ×6             | Serinevler Sports Hall, Adana Affluence : 2 800 Arbitrage : Dinu, Din |

| 15 juin 2013 15h00 | France           | 31 – 23 | Turquie        | Maison des Sports, Clermont-Ferrand Affluence : 4 488 Arbitrage : Cohen, Peretz |
| 15 juin 2013 15h00 | Michaël Guigou 6 | (17–10) | Ramazan Döne 9 | Maison des Sports, Clermont-Ferrand Affluence : 4 488 Arbitrage : Cohen, Peretz |
| 15 juin 2013 15h00 | ×3 ×4            | Rapport | ×3 ×5 ×1       | Maison des Sports, Clermont-Ferrand Affluence : 4 488 Arbitrage : Cohen, Peretz |

| 15 juin 2013 19h10 | Norvège          | 34 – 29 | Lituanie            | Sør Arena, Arendal Affluence : 2 625 Arbitrage : Baďura, Ondogrecula |
| 15 juin 2013 19h10 | Sondre Paulsen 6 | (22–15) | Povilas Babarskas 7 | Sør Arena, Arendal Affluence : 2 625 Arbitrage : Baďura, Ondogrecula |
| 15 juin 2013 19h10 | ×3 ×5            | Rapport | ×3 ×6 ×2            | Sør Arena, Arendal Affluence : 2 625 Arbitrage : Baďura, Ondogrecula |

#### Groupe 4
|   | Équipe    | Pts | J | G | N | P | Bp  | Bc  | Diff |
| - | --------- | --- | - | - | - | - | --- | --- | ---- |
| 1 | Croatie   | 10  | 6 | 5 | 0 | 1 | 161 | 135 | 26   |
| 2 | Hongrie   | 7   | 6 | 3 | 1 | 2 | 161 | 153 | 8    |
| 3 | Slovaquie | 4   | 6 | 2 | 0 | 4 | 148 | 168 | -20  |
| 4 | Lettonie  | 3   | 6 | 1 | 1 | 4 | 150 | 164 | -14  |

#### Groupe 5
|   | Équipe   | Pts | J | G | N | P | Bp  | Bc  | Diff |
| - | -------- | --- | - | - | - | - | --- | --- | ---- |
| 1 | Suède    | 10  | 6 | 5 | 0 | 1 | 174 | 141 | 33   |
| 2 | Pologne  | 10  | 6 | 5 | 0 | 1 | 162 | 133 | 29   |
| 3 | Pays-Bas | 2   | 6 | 1 | 0 | 5 | 150 | 181 | -31  |
| 4 | Ukraine  | 2   | 6 | 1 | 0 | 5 | 137 | 168 | -31  |

#### Groupe 6
|   | Équipe      | Pts | J | G | N | P | Bp  | Bc  | Diff |
| - | ----------- | --- | - | - | - | - | --- | --- | ---- |
| 1 | Islande     | 10  | 6 | 5 | 0 | 1 | 197 | 176 | 21   |
| 2 | Biélorussie | 9   | 6 | 4 | 1 | 1 | 189 | 180 | 9    |
| 3 | Slovénie    | 5   | 6 | 2 | 1 | 3 | 192 | 179 | 13   |
| 4 | Roumanie    | 0   | 6 | 0 | 0 | 6 | 161 | 204 | -43  |

#### Groupe 7
|   | Équipe             | Pts | J | G | N | P | Bp  | Bc  | Diff |
| - | ------------------ | --- | - | - | - | - | --- | --- | ---- |
| 1 | Serbie             | 9   | 6 | 4 | 1 | 1 | 171 | 162 | 9    |
| 2 | Autriche           | 8   | 6 | 3 | 2 | 1 | 185 | 173 | 12   |
| 3 | Russie             | 6   | 6 | 3 | 0 | 3 | 178 | 167 | 11   |
| 4 | Bosnie-Herzégovine | 1   | 6 | 0 | 1 | 5 | 143 | 175 | -32  |

## Bilan

### Détermination du meilleur troisième
Afin de déterminer la quinzième et dernière équipe qualifié, toutes les équipes classées troisième de leur poule sont comparées en ne gardant que les résultats face aux équipes classées aux deux premières places :
|   | Équipe               | Pts | J | G | N | P | Bp  | Bc  | Diff |
| - | -------------------- | --- | - | - | - | - | --- | --- | ---- |
| 1 | Russie (groupe 7)    | 2   | 4 | 1 | 0 | 3 | 120 | 120 | 0    |
| 2 | Allemagne (groupe 2) | 2   | 4 | 1 | 0 | 3 | 102 | 105 | -3   |
| 3 | Portugal (groupe 1)  | 2   | 4 | 1 | 0 | 3 | 75  | 89  | -14  |
| 4 | Slovaquie (groupe 4) | 2   | 4 | 1 | 0 | 3 | 97  | 115 | -18  |
| 5 | Slovénie (groupe 6)  | 1   | 4 | 0 | 1 | 3 | 127 | 131 | -4   |
| 6 | Lituanie (groupe 3)  | 0   | 4 | 0 | 0 | 4 | 91  | 114 | -23  |
| 7 | Pays-Bas (groupe 5)  | 0   | 4 | 0 | 0 | 4 | 99  | 130 | -31  |

### Équipes qualifiées
| Pays         | Qualifié en tant que                   | Date de la qualification |
| ------------ | -------------------------------------- | ------------------------ |
| Danemark     | Pays organisateur et Champion en titre | 25 septembre 2010        |
| Espagne      | Vainqueur du groupe 1                  | 7 avril 2013             |
| Macédoine    | Deuxième du groupe 1                   | 16 juin 2013             |
| Rép. tchèque | Vainqueur du groupe 2                  | 15 juin 2013             |
| Monténégro   | Deuxième du groupe 2                   | 16 juin 2013             |
| France       | Vainqueur du groupe 3                  | 6 avril 2013             |
| Norvège      | Deuxième du groupe 3                   | 12 juin 2013             |
| Croatie      | Vainqueur du groupe 4                  | 12 juin 2013             |
| Hongrie      | Deuxième du groupe 4                   | 12 juin 2013             |
| Suède        | Vainqueur du groupe 5                  | 12 juin 2013             |
| Pologne      | Deuxième du groupe 5                   | 12 juin 2013             |
| Islande      | Vainqueur du groupe 6                  | 7 avril 2013             |
| Biélorussie  | Deuxième du groupe 6                   | 16 juin 2013             |
| Serbie       | Vainqueur du groupe 7                  | 12 juin 2013             |
| Autriche     | Deuxième du groupe 7                   | 16 juin 2013             |
| Russie       | Meilleur troisième                     | 16 juin 2013             |

Les principales équipes éliminées sont l'Allemagne, troisième du groupe 2 et la Slovénie, troisième du groupe 6.